# حسن‌علی محققی

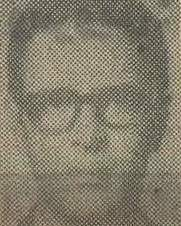

حسنعلی خان محققی (م. ۱۵ فروردین ۱۳۱۲) پزشک و نیکوکار ایرانی است. او نمایندگی نطنز را در ادوار ۲۲ تا ۲۴ مجلس شورای ملی بر عهده داشته‌است. وی در سال تحصیلی ۱۳۳۷–۳۸ از دانشکده پزشکی تهران با مدرک پزشکی فارغ‌التحصیل شد و سپس بورد تخصصی کودکان و طب خانواده را از آمریکا دریافت کرد. در سال ۱۳۵۷ به آمریکا عزیمت کرد و دوره فوق تخصص در رشته آلرژی و ایمونولوژی را گذراند. در ایران در بیمارستان پارس تهران و کلینیک آلرژی تهران فعالیت می‌کند. محققی در امور خیریه سلامت از جمله احداث خانه بهداشت مشارکت داشته‌است.